# BAC Strikemaster
BAC 167 Strikemaster je britanski lahki jurišnik, ki se uporablja tudi kot trenažer. Zasnovan je na podlagi Hunting Jet Provost. Strikemaster ima za razliko močnejše motorje, ojačan trup, nosilce za orožke na krilih, krajše pristajalno podvozje, spremenjen gorivni sistem (s konformnimi rezervoarji in spremenjeno avioniko. 

## Specifikacije(Strikemaster Mk 88)
Podatki iz Jane's All The World's Aircraft 1976–77; Taylor 1976, pp. 172–173.
Splošne karakteristike
- Posadka: 2
- Dolžina: 33 ft 8½ in (10,27 m)
- Razpon kril: 36 ft 10 in (11,23 m)
- Višina: 10 ft 11½ in (3,34 m)
- Površina kril: 213,7 ft² (19,85 m²)
- Aeroprofil: NACA 23015 mod (koren), NACA 4412 mod (konec krila)
- Teža praznega letala: 6195 lb (2810 kg)
- Naložena teža: 9303 lb (4219 kg)
- Maks. vzletna teža: 11500 lb (5215 kg)
- Pogon letala: 1 × Rolls-Royce Viper Mk.535 turboreaktivni motor, 3140 lbf (15,2 kN)

 Zmogljivost 
- Neprekoračljiva hitrost: 518 mph (450 vozlov, 834 km/h)
- Maks. hitrost: 481 mph (418 vozlov, 774 km/h) na višini 18000 ft (5485 m)
- Hitrost porušitve vzgona: 98 mph (85 vozlov, 158 km/h) (s spuščenimi zakrilci)
- Doseg: 1382 milj (1200 nmi, 2224 km) (pri maks. vzletni teži)
- Bojni radij: 145 milj (126 nmi, 233 km) s 1360 kg orožja (način nizko-nizko-nizko)
- Višina leta: 40000 ft (12200 m)
- Hitrost vzpenjanja: 5250 ft/min (26,7 m/s)

Oborožitev

- Strelno orožje: 2× 7,62 mm NATO strojnici, vsaka s 550 naboji
- Nosilci za orožje: 4 s kapaciteto do 1364 kg tovora